# オウンゴール

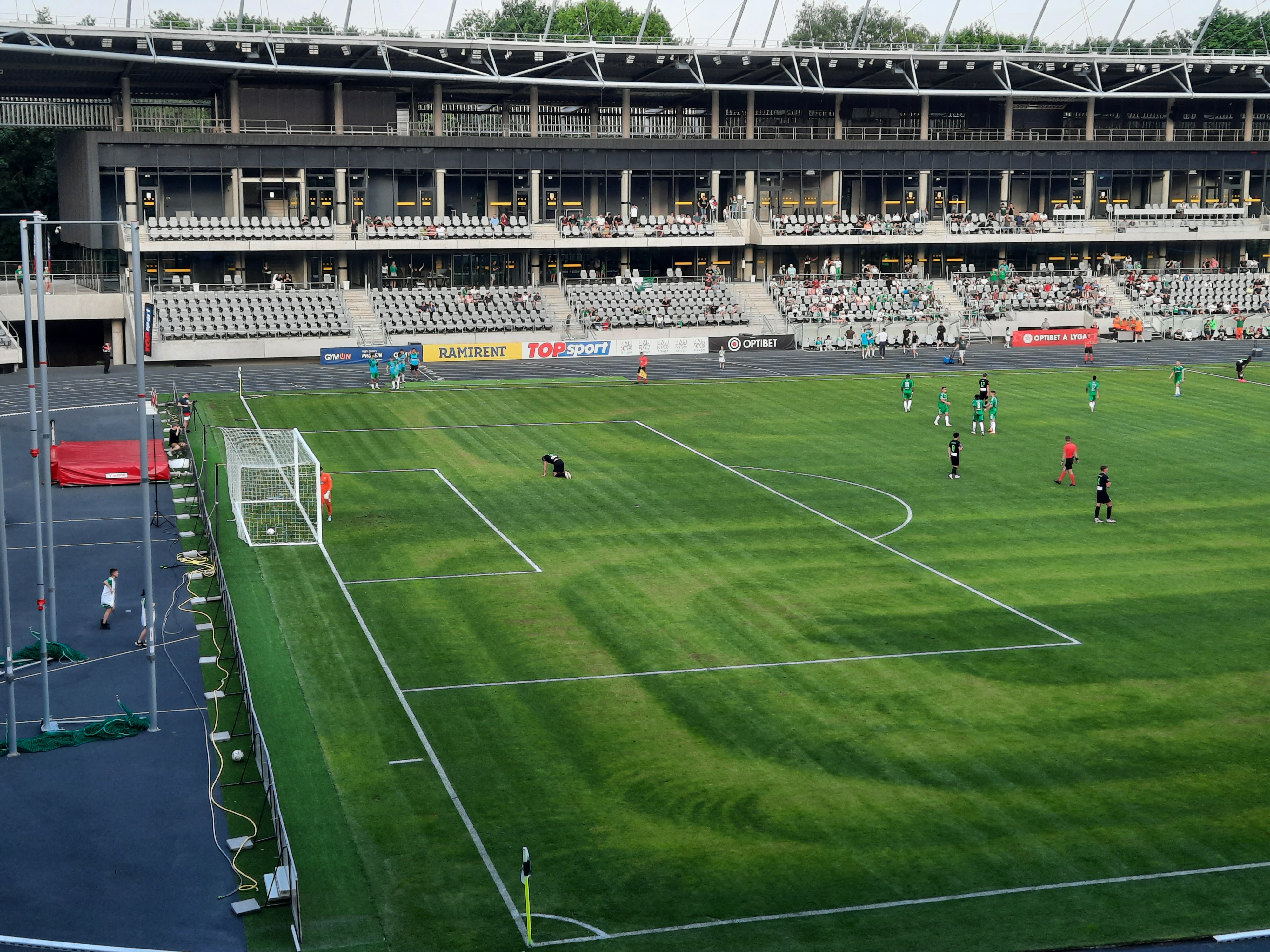
オウンゴール後の瞬間（2023年 LFFタウレーの試合 リトアニア）

オウンゴール（英: own goal、西: autogol）は、サッカーなどの競技スポーツにおいて、自分の能動的な行動によって自陣のゴールに誤って失点してしまうこと。

## サッカーにおけるオウンゴール
サッカーの場合は相手のシュートを守備側の選手が体に当ててブロックしようとして向きを変えてしまいゴールとなるケースがよくあるが、このような場合はオウンゴールとはせず相手選手の得点となる。このように、最後に触れた選手が自陣のゴールに入れたとしても、その状況によっては相手選手のゴールと記録される場合がある。
一方、ゴールの枠内へ向けてキックしていない、たとえばセンタリングなどの攻撃側選手のパスに守備側選手が触れてしまい、ゴールとなった場合はオウンゴールとなる。
シュートがゴールポストに当たって一度跳ね返り、再度キーパーに当たってゴールに入った場合、シュート自体は外れているもののオウンゴールとはならず、相手選手の得点が認められる場合がある。
日本では公式記録上は「オウンゴール」とのみ表記し、どの選手によるものかは表記しない。
なお、ミスではなく何らかの意図をもって故意に自陣のゴールに入れる行為もオウンゴールに含まれる。故意にオウンゴールを行った場合、所管する協会等からそのチームの関係者に対し何らかの処分が下される場合もある。

### 日本語における名称
かつての日本では「自殺点」と呼ばれていたが、1994年（平成6年）に日本サッカー協会が、英語の「 own goal 」に準じて「オウンゴール」とすると発表し、以降はこの名称が使われている。
1994 FIFAワールドカップでオウンゴールをしたコロンビア代表のアンドレス・エスコバルが、帰国後の7月2日に射殺される事件があった。日本サッカー協会はこの事件を期に、それまで使われていた「自殺点」という表現をやめ、「オウンゴール」に改めることを、9月16日に発表した。同年には、それまで「サドンデス」（「突然死」の意）と呼ばれていたゴールデンゴールを「Vゴール」と改める同様の名称変更もなされていた。
比較文学者の井上健は、イギリス英語の俗語では「 own goal 」が「自殺（者）」を意味する場合もあると指摘し、「「自殺点」は案外由緒正しき訳語なのである」と述べている。

### エピソード
- カリビアンカップ1994の予選として開催されたバルバドス代表対グレナダ代表の試合では、ゴールデンゴールを2点に換算するルールとなっていたことから、2点差で勝たないと出場権を得られないバルバドスが、後半終盤に1点差へ追いつかれたところから意図的なオウンゴールで試合を振り出しに戻し延長戦のゴールデンゴールに懸ける一方、対するグレナダは1点差で試合を終わらせようと後半終了まで両ゴールを攻める、という展開となってしまった。
- 1試合でのオウンゴールの最多記録は、2002年10月31日に行われたマダガスカル・サッカーリーグのASアデマ対SOレミルヌの試合で記録された149点である。この試合は消化試合であったが、SOレミルヌは前節の試合で不可解な判定でたびたび反則をとられて引き分けに終わり、優勝の可能性がなくなっていた。こうした判定への抗議の意志を示すために、SOレミルヌ側が試合開始から故意にオウンゴールを積み重ねたのである。この事態を受けてSOレミルヌの監督・選手には出場停止・スタジアムでの観戦禁止などの処分が下された[8]。
- アイデア対決・全国高等専門学校ロボットコンテスト - 1989年大会の『オクトパスフットボール』では、自陣のゴールにボールを入れて敵のゴールを防ぎ試合をドローとした（競技規定にオウンゴールの場合の規定がなかったため）。

## その他の競技別の扱い
ゴールインなどの得点が敵味方で異なるものを特記事項として主に明記する。

### オウンゴールのない競技
- ラグビー - オウンゴールの概念がない。自陣ゴールエリアにボールを接地（グラウンディング）しても両サイド共に得点は入らず、「キャリーバック」となって自陣ゴールラインから5メートルの所で相手側ボールのスクラムにより試合が再開される。また、自陣のゴールにキックする事態はまず考えられないが、その場合でも両サイド共に得点は入らない。
- ゴールが無い競技 - 野球など、攻撃と守備が完全に交互に行われ、確実に攻撃チームのみに得点する方法が与えられている競技にはオウンゴールは存在しない（守備側の選手は打席に立ち、進塁する手段が完全に無い）。テニス、バレーボールなど相手チームのミスにより得点する競技にはオウンゴールは無い。

### オウンゴールについて特殊なルールが存在する競技
- アメリカンフットボール - オウンゴールに類するものとして、守備側チームが攻撃側チームのゴールラインより後方でプレイを終了させる「セイフティ」がある。この場合守備側チームに2点が与えられる(通常通り攻撃側がゴールラインを超えた場合は6点+追加の攻撃)。
- オーストラリアンフットボール - 内側の柱の間をボールが通過すると通常はゴール（6点）であるが、自陣の選手が入れた場合はビハインド（1点）となる。ゴールによる6失点を避けるため、故意に行う場合がある。
- ハンドボール - ゴールキーパースローでのオウンゴールは認められず、ゴールキーパースローが直接自陣ゴールに入った場合はスローのやり直しとなる。これ以外はオウンゴールのある競技と同様である。相手選手の個人得点は記録されず、オウンゴールとして別記される。

### オウンゴールのある競技
敵味方、ポジションに関わらず同一の得点判定が行われる競技ではほとんどオウンゴールがある。
- サッカー
- フィールドホッケー
- アイスホッケー - 記録上は相手チームの最後にパックへ触れた選手のゴールと記録される。その場合アシストは記録されない。
- バスケットボール - オウンゴールが発生することは滅多にない。例として、ボールがラインから外れるのを避けるためにセンタリングしたボールがそのままオウンゴールになったケース、リバウンド争いで守備側が最後に触れてリングに入ってしまうケースがあるが、稀に攻撃サイドを勘違いして自らのリングにショットを入れてしまう例もある。なお、自陣・敵陣の概念がない3x3等のストリートボールでは、オウンゴールは存在しない。